# Финский залив (романс)
«Финский залив» — романс М. И. Глинки на слова П. Г. Ободовского. Написан в 1850 году в Варшаве; стал одним из последних романсов композитора.

## История
Весной 1850 года Глинка писал своему другу В. П. Энгельгардту о намерении «прекратить фабрику русских романсов» — поскольку слишком сложно не повторяться — и посвятить себя более важным трудам. Однако спустя несколько месяцев, осенью того же года, им был написан «Финский залив», ставший предпоследним романсом композитора (после него Глинка напишет ещё в 1856 году романс «Не говори, что сердцу больно»). В своих «Записках» Глинка вспоминал об истории создания романса: «Весною я познакомился с Владимиром В. Стасовым, весьма основательным музыкантом, любителем изящных искусств и весьма образованным человеком. При нём я пробовал сделать музыку на слова Ободовского: „Палермо“ (написанные в воспоминание пребывания императрицы Александры Фёдоровны в Палермо), но не успел и взял слова с собою в Варшаву».
В Варшаве, куда Глинка отправился из Петербурга, и был закончен романс. Сохранился автограф, в котором указана точная дата его написания: «Кончено 8/20 сентября 50 года. Варшава». Впервые романс был опубликован М. И. Бернардом.

## Общая характеристика
Люблю я в раздумье

В час тихий заката

С зелёного ската

Глядеть на залив.

Любуюсь, как солнце

Спускается в волны,

Как резвые чёлны

Скользят по волнам.

Я памятью сердца

Тогда оживаю,

В мечтах улетаю

В полуденный край.
Лирический герой романса, стоя на берегу Финского залива, вспоминает «лучезарный лик» далёкого Палермо. О. Е. Левашёва отмечает, что «Финский залив» стоит особняком в позднем романсном творчестве Глинки: его нельзя отнести ни к любовной, ни к пейзажной лирике. Доминирующие в нём мотивы воспоминаний, грёз и сожалений о прошедшем лучше всего резюмирует заключительная фраза самого романса: «У сердца есть крылья в мечтательный мир». По мнению М. А. Овчинникова, в этом сочинении удивительным образом соединились «покой и печаль».
«Финский залив» завершает цикл «итальянских» романсов Глинки, писавшихся композитором на разных этапах его творческого пути. Однако если ранние романсы, такие как «Венецианская ночь», написаны под непосредственным впечатлением от Италии и в них слышится голос радостной юности, то в «Финском заливе» прекрасные образы юга предстают как нечто давно минувшее, ставшее воспоминанием и мечтой.
Фортепианное вступление со «скользящими» хроматическими интонациями задаёт созерцательный, медитативный настрой. Уже в первой фразе мелодии появляется звук шестой пониженной ступени, который затем включается в нисходящую хроматическую последовательность, также создавая впечатление плавного скольжения. В волнообразной вокальной теме слышатся «баркарольные» интонации. В среднем эпизоде — «Я памятью сердца тогда оживаю» — покой и отрешённость сменяются взволнованностью. Кантилена уступает место речитативу, и эта часть звучит как страстный монолог. Затем, после расширенной репризы первого раздела, следует кода, построенная на новом музыкальном материале и завершающая романс в прежнем мечтательном ключе.
Б. В. Асафьев писал об этом романсе, что он «очарователен в звуково-образно-иллюзорном своём становлении» и что в его музыке царит «мечтательная зыбкость и нежнейшая плавность, но всё согрето душевным теплом и ясностью чувства». О. Е. Левашёва считает, что в «Финском заливе» Глинка достиг «вершины лирико-элегического мелодизма», и называет романс одним из «наиболее пленительных его созданий в плане вокальной экспрессии».

## Исполнители
«Финский залив» — один из наиболее исполняемых романсов Глинки. В числе исполнителей в разные годы были Л. В. Собинов, Г. П. Виноградов, Е. Е. Нестеренко, Г. В. Селезнев, С. Н. Шапошников, В. М. Баева, Н. Л. Дорлиак, Г. А. Писаренко, Н. А. Казанцева, Л. Г. Чкония и др.